# Prigogines dwerguil
Prigogines dwerguil (Glaucidium albertinum) is een vogel uit de familie van de uilen. De Nederlandse naam verwijst naar de Belgische ornitholoog Alexandre Prigogine die de vogel in 1983 beschreef. Het is een zeer zeldzame en daarom kwetsbare vogelsoort uit de bergbossen tussen Congo-Kinshasa en noordelijk Rwanda.

## Kenmerken
De vogel is 20 cm lang, het is een kleine uil met een relatief grote, ronde kop zonder "oortjes". De vogel is overwegend donkerbruin met lichte stippels, vooral op de kop en heeft lichte wenkbrauwen. Op de borst zitten donkere dwarsstrepen en de buik en de flanken zijn licht met grove, donkere stippels.

## Verspreiding en leefgebied
Deze uil is op slechts een paar plaatsen in het montane bos van Itombwe, verder in de buurt van het Edwardmeer en het Nationaal park Nyungwe Forest in noordelijk Rwanda aangetroffen.

## Status
Prigogines dwerguil heeft een beperkt verspreidingsgebied en daardoor is de kans op uitsterven aanwezig. Mogelijk is de vogel minder zeldzaam, maar wordt weinig opgemerkt door zijn nachtelijke leefwijze in (voor onderzoekers) lastig toegankelijk gebied. De grootte van de populatie werd in 2012 door BirdLife International ruw geschat op 3,5 tot 15 duizend individuen en de populatie-aantallen nemen af. Het leefgebied wordt aangetast door dramatisch snel verlopende ontbossing waarbij natuurlijk bos wordt omgezet in gebied voor beweiding, ongeorganiseerde mijnbouw, agrarisch gebruik en vestigingsgebied voor vluchtelingen. Om deze redenen staat deze soort als gevoelig op de Rode Lijst van de IUCN.